# Couville
Couville és un municipi francès situat al departament de la Manche i a la regió de Normandia. L'any 2007 tenia 937 habitants.

## Demografia

### Població
El 2007 la població de fet de Couville era de 937 persones. Hi havia 348 famílies de les quals 60 eren unipersonals (24 homes vivint sols i 36 dones vivint soles), 132 parelles sense fills, 148 parelles amb fills i 8 famílies monoparentals amb fills.
La població ha evolucionat segons el següent gràfic:
Habitants censats

### Habitatges
El 2007 hi havia 376 habitatges, 355 eren l'habitatge principal de la família, 7 eren segones residències i 14 estaven desocupats. 369 eren cases i 6 eren apartaments. Dels 355 habitatges principals, 306 estaven ocupats pels seus propietaris, 46 estaven llogats i ocupats pels llogaters i 3 estaven cedits a títol gratuït; 11 tenien dues cambres, 30 en tenien tres, 79 en tenien quatre i 235 en tenien cinc o més. 294 habitatges disposaven pel capbaix d'una plaça de pàrquing. A 112 habitatges hi havia un automòbil i a 230 n'hi havia dos o més.

### Piràmide de població
La piràmide de població per edats i sexe el 2009 era:
| Homes | Edats   | Dones |
| ----- | ------- | ----- |
| 0     | 95 o +  | 0     |
| 0     | 90 a 94 | 4     |
| 4     | 85 a 89 | 4     |
| 4     | 80 a 84 | 12    |
| 12    | 75 a 79 | 16    |
| 8     | 70 a 74 | 4     |
| 8     | 65 a 69 | 12    |
| 24    | 60 a 64 | 16    |
| 12    | 55 a 59 | 16    |
| 44    | 50 a 54 | 20    |
| 48    | 45 a 49 | 56    |
| 8     | 40 a 44 | 32    |
| 44    | 35 a 39 | 4     |
| 44    | 30 a 34 | 44    |
| 8     | 25 a 29 | 16    |
| 20    | 20 a 24 | 24    |
| 40    | 15 a 19 | 24    |
| 24    | 10 a 14 | 12    |
| 20    | 5 a 9   | 16    |
| 36    | 0 a 4   | 16    |

## Economia
El 2007 la població en edat de treballar era de 635 persones, 487 eren actives i 148 eren inactives. De les 487 persones actives 454 estaven ocupades (247 homes i 207 dones) i 33 estaven aturades (13 homes i 20 dones). De les 148 persones inactives 73 estaven jubilades, 38 estaven estudiant i 37 estaven classificades com a «altres inactius».

### Ingressos
El 2009 a Couville hi havia 364 unitats fiscals que integraven 1.026,5 persones, la mediana anual d'ingressos fiscals per persona era de 18.344 €.

### Activitats econòmiques
Dels 20 establiments que hi havia el 2007, 1 era d'una empresa alimentària, 4 d'empreses de construcció, 5 d'empreses de comerç i reparació d'automòbils, 2 d'empreses de transport, 2 d'empreses d'hostatgeria i restauració, 3 d'empreses financeres, 2 d'empreses de serveis i 1 d'una empresa classificada com a «altres activitats de serveis».
Dels 4 establiments de servei als particulars que hi havia el 2009, 1 era un taller de reparació d'automòbils i de material agrícola, 1 fusteria, 1 lampisteria i 1 electricista.
Dels 2 establiments comercials que hi havia el 2009, 1 era una botiga de menys de 120 m² i 1 una fleca.
L'any 2000 a Couville hi havia 27 explotacions agrícoles que ocupaven un total de 640 hectàrees.

## Equipaments sanitaris i escolars
El 2009 hi havia una escola elemental.

## Poblacions més properes
El següent diagrama mostra les poblacions més properes.